# Agnes Mary Clerke

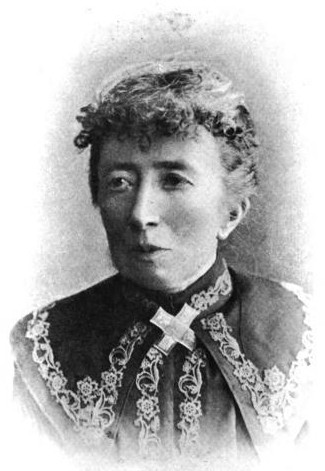
Agnes Mary Clerke

Agnes Mary Clerke (* 10. Februar 1842 in Skibbereen (Irland); † 20. Januar 1907 in London) war eine irisch-britische Astronomin und Autorin wissenschaftlicher Beiträge und Bücher.

## Leben und Werk
Agnes Clerke war die Tochter von John William Clerke, Bankdirektor in Skibbereen, und seiner Frau Catherine Mary Deasy. Clerke hatte zwei Geschwister, mit denen sie zu Hause unterrichtet wurde. Über ihren Vater entdeckte sie früh das Interesse an Astronomie. Sie nutzte dazu das 4-Zoll-Teleskop ihres Vaters. 1861 zog die Familie nach Dublin und 1863 weiter nach Queenstown. 1867 ging sie auch aus gesundheitlichen Gründen mit ihrer älteren Schwester Ellen nach Italien. Sie hielt sich hauptsächlich in Florenz auf, wo sie Wissenschaft und Sprachen studierte. Neben der wissenschaftlichen Arbeit schrieb sie auch populärwissenschaftliche Literatur und arbeitete mit an biografischen Nachschlagewerken. So verfasst sie 149 Biographien für das Dictionary of National Biography und Artikel für die Encyclopædia Britannica, Nature und das Edinburgh Review. 1890 gehörte sie mit zu den Gründern der British Astronomical Association.

## Werke (Auswahl)
- A Popular History of Astronomy during the Nineteenth Century. Edinburgh, 1885
- The System of the Stars. London, 1890
- The Herschels and Modern Astronomy. London, 1895
- The Concise Knowledge Astronomy. London, 1898
- Problems in Astrophysics. London, 1903[4]

## Auszeichnungen
- 1892 Actonian Prize der Royal Institution of Great Britain
- 1903 wurde sie als vierte Frau nach Caroline Herschel, Mary Somerville und Anne Sheepshanks zusammen mit Margaret Lindsay Huggins Mitglied der Royal Astronomical Society
- 1973: Benennung des Mondkraters Clerke nach ihr
- 2017: die Royal Astronomical Society verleiht die Agnes Mary Clerke Medal für historische Forschung in der Astronomie oder Geophysik[5]
- 2022: Benennung eines Asteroiden nach ihr: (9583) Clerke[6]